# Chaetostoma nudirostre
Chaetostoma nudirostre är en fiskart som beskrevs av Lütken, 1874. Chaetostoma nudirostre ingår i släktet Chaetostoma och familjen Loricariidae. Inga underarter finns listade i Catalogue of Life.